# Megaerops albicollis
Megaerops albicollis  (Francis, 1989) è un pipistrello appartenente alla famiglia degli Pteropodidi, diffuso nell'Ecozona orientale.

## Descrizione

### Dimensioni
Pipistrello di medie dimensioni con la lunghezza dell'avambraccio tra 45,95 e 51,52 mm e la lunghezza delle orecchie tra 8,93 e 13,25 mm.

### Aspetto
Le parti dorsali sono grigiastre con la punta dei peli marrone chiara, la testa è più scura, mentre le parti ventrali sono molto più chiare. I maschi adulti hanno due grandi ciuffi di peli bianchi sui lati del collo che si estendono sul dorso formando un semi-collare. Il muso è corto e largo, le narici sono tubulari e separate tra loro da un profondo solco longitudinale, il labbro superiore è attraversato da tre solchi che lo dividono in due parti uguali. Sul bordo interno delle labbra sono presenti diverse papille. Gli occhi sono grandi. Le orecchie sono relativamente corte, prive di bordi più chiari, con l'estremità arrotondata ed un piccolo lobo antitragale triangolare. La tibia è cosparsa dorsalmente di alcuni peli corti. La coda è corta mentre l'uropatagio è ridotto ad una sottile membrana lungo la parte interna degli arti inferiori.

## Distribuzione e habitat
Questa specie è diffusa nella Penisola Malese, Sumatra centrale e Borneo nord-occidentale. 

## Conservazione
La IUCN Red List, considerato il vasto Areale e nonostante non sia localmente comune, classifica M.albicollis come specie a rischio minimo (Least Concern)).